# Septoria sisymbrii
Septoria sisymbrii är en svampart som beskrevs av Ellis 1882. Septoria sisymbrii ingår i släktet Septoria och familjen Mycosphaerellaceae.   Inga underarter finns listade i Catalogue of Life.